# Кузнецов Михайло Георгійович
Миха́йло Гео́ргійович Кузнецо́в (1904 , Миронівка, Канівський повіт, Київська губернія, Російська імперія  — 22 березня 1958 , Ростов-на-Дону ) — радянський державно-партійний діяч. Перший секретар Ізмаїльського обкому КП(б)У (1940–1941), перший секретар Чернігівського обкому КП(б)У (1943–1948). Депутат Верховної Ради СРСР I та II скликань. Депутат Верховної Ради УРСР 1-го скликання.

## Біографія
Народився в родині залізничника. У 1920 році закінчив Городецьку початкову школу і вступив до комсомолу. З 1921 року працював агентом карного розшуку в Київській губернії.
До 1925 року — в Київській губернській надзвичайній комісії (ЧК). Перебував на комсомольській роботі, вибирався секретарем Ново-Шепелицького районного комітету комсомолу Малинського округу.
У 1927 році закінчив дворічну школу радянського та партійного будівництва у Києві.
Член ВКП(б) з 1927 року.
З 1928 року — на профспілковій роботі. У 1930—1931 роках - редактор Лохвицької районної газети. Потім — на партійній роботі в Куликівській та Путивльській машинно-тракторних станціях (МТС) Чернігівської області.
З 1937 до березня 1938 року — 1-й секретар Грем'яцького районного комітету КП(б) України Чернігівської області.
З 25 березня 1938 до грудня 1939 року — в.о. 2-го секретаря, 2-й секретар Чернігівського міського комітету КП(б)У.
17 грудня 1939 — серпень 1940 року — 2-й секретар Чернігівського обласного комітету КП(б)У.
Від серпня 1940 року до початку німецько-радянської війни — 1-й секретар Аккерманського (Ізмаїльського) обласного комітету КП(б) України.
У Червоній армії: з 1941 року — член Військової ради Приморської армії; з 1942 року — член Військової ради Воронезького фронту, генерал-майор інтендантської служби; до вересня 1943 року — член Військової ради Волховського фронту, генерал-майор інтендантської служби.
Від 12 вересня 1943 до 3 березня 1948 року — 1-й секретар Чернігівського обласного і міського комітетів КП(б) України.
Після 1948 року — парторг ЦК ВКП(б) на будівництві Волго-Донського каналу.
До березня 1958 року — заступник голови виконавчого комітету Ростовської обласної ради депутатів трудящих.
Помер 22 березня 1958 року в місті Ростові-на-Дону. Похований на Братському цвинтарі Ростова-на-Дону.

## Звання
- генерал-майор інтендантської служби (6.12.1942)

## Нагороди
- орден Леніна (23.01.1948)
- орден Трудового Червоного Прапора
- два ордени Червоного Прапора (1945, 1945)
- орден Вітчизняної війни I ступеня (1.02.1945, за успішне виконання плану хлібозаготівлі 1944 року)
- медаль «За оборону Одеси»
- медаль «За оборону Севастополя»
- медалі